# Octonauts: Above & Beyond
Octonauts: Above & Beyond (BRA: Octonautas: Missão Planeta ou Octonautas - Missão Planeta; PT: Octonautas: Missão em Terra ou Octonautas - Missão em Terra) é uma série de desenho animado produzida pela Sony Pictures Television Kids e Mainframe Studios para a Netflix com estreia no dia 7 de setembro de 2021 no Reino Unido, sendo uma spin-off da série Octonautas. A série segue um formato similar ao da série de desenho animado Octonautas, porém com os personagens principais se metendo em aventuras terrestres e encontrando novos habitats. Além disso, para cobrir essa gama de missões globais, mais personagens se juntam à tripulação como personagens principais da série.

## Personagens
Os Octonautas, formados pela tripulação do Octomódulo (Octopod) e pelo Capitão, são os personagens recorrentes.

### Personagens principais originais
Estes são os personagens principais de Octonautas que estavam na série original, incluindo Capitão Polar. Eles não foram alterados, mas ganharam novas vozes, com exceção dos Vegimals. Os atores de todos os personagens anteriores reprisaram os seus papéis aqui.
| Nome                        | Ranking                          | Espécie              | Elenco de voz                                    | Descrição |
| --------------------------- | -------------------------------- | -------------------- | ------------------------------------------------ | --- |
| Capitão Polar               | Capitão                          | Urso polar           | Simon Greenall (falando) Simon Foster (cantando) | Barnacles é o bravo capitão urso polar dos Octonautas. Ele sabe dirigir qualquer veículo e é forte o suficiente para levantar um molusco gigante. Frases de efeito: "Octonautas, vamos fazer isso", "Soem o Octo-Alerta!", "Octonautas, para a doca de lançamento!" e "Esperem, isso pode ficar complicado". |
| Kwazii                      | Tenente e Criptozoologista       | Gato                 | Rob Rackstraw                                    | Um gato que fala com sotaque cockney. Kwazii é um gato temerário com um misterioso passado pirata. Ele acredita em muitos monstros marinhos, como o Nackerwhack, Tri-Toothed-Terror, Giant Shrimp Monster, Monster of Creepy Cove e outros e gosta de dirigir rápido no Gup-B. No episódio "Octonautas e o Caranguejo Aranha Gigante", é revelado que ele tem medo de aranhas. Frases de efeito: "Arrepie-me os bigodes!" e "Yeow!" |
| Pepe                        | Enfermeiro                       | Pinguim              | Paul Painting (UK) Wayne Grayson (US)            | É um pinguim com sotaque britânico (sotaque espanhol na versão americana) e o médico dos Octonautas. Não gosta de situações assustadoras, mas se alguém estiver ferido ou em apuros, pode ser o Octonauta mais corajoso de todos. Tem um irmão mais novo chamado Pingo. |
| Sabedor (Professor)         | Oceanógrafo e Professor          | Polvo                | Keith Wickham                                    | Um polvo que fala com um sotaque elegante. Inkling reuniu os Octonautas para estudar os oceanos e ter aventuras. Frase de efeito: "Fascinante!" |
| Shellington (Doutor)        | Naturalista                      | Lontra-marinha       | Keith Wickham                                    | Uma lontra marinha que fala com sotaque escocês. O Dr. Shellington é um biólogo que auxilia os Octonautas em missões. Ele não é um bom motorista e uma vez bateu o GUP-D. Frase de efeito: "Água-viva saltadora!" e "Fascinante". |
| Perita                      | Engenheira                       | Coelho               | Jo Wyatt                                         | Um coelho que fala com sotaque do sul dos EUA. Tweak vive e trabalha na doca de lançamento. Ela frequentemente inventa coisas como vários GUPS, o traje Octo-Max e o Friend Finder, que foi projetado por sua amiga, Sammy, a tartaruga-de-couro. Ela frequentemente se refere ao Capitão Barnacles como "Cap". Frases de efeito: "Imediatamente, Cap!", "...mais rápido do que você consegue dizer 'um monte de cenouras crocantes e deliciosas'!" e "Oh, eu, oh, meu Deus!". |
| Dashi (anteriormente Sauci) | Fotógrafa, Programadora e piloto | Dachshund (cachorra) | Teresa Gallagher (UK) Jenny Yokobori (US)        | Um cachorro que fala com sotaque australiano (americano na versão dos EUA). Dashi é a fotógrafa dos Octonautas e cuida de todos os computadores a bordo do Octopod. Ela também é surfista profissional. Dashi pilota o Octoray. Frase de efeito: "Já estamos lá, capitão!" |
| Victor Vegimal              | Chef e horticultor               | Vegimal              | Helen Walsh                                      | Victor é meio atum, meio nabo. Ele adora fazer bolos de algas e trabalhar na estufa. Ele frequentemente desmaia com notícias chocantes. Victor Vegimal, é o cozinheiro chefe e jardineiro dos Octonautas. Ele é um Vegimal, uma criatura meio animal, meio vegetal capaz de respirar em terra e debaixo d'água. Victor é muito infantil e inocente, sempre querendo ajudar os Octonautas de qualquer maneira que puder. Ele é o menor personagem principal da tripulação dos Octonautas. Além de cozinhar as refeições, Victor trabalha no jardim, cultivando vegetais que ele pode usar para cozinhar refeições. Suas duas refeições favoritas são biscoitos de peixe e bolos de algas. Victor como todos os Vegimals, fala Vegimalese. Desde que nasceu, suas primeiras palavras foram "Cheepa cheepa!, Cheepa cheepa!" e "Zuupa zuupa!" |

### Novos personagens
Estes são os personagens que foram adicionados à tripulação dos Octonautas na série Above & Beyond. Eles são conhecidos como Octo-Agentes, amigos dos Octonautas que estão estacionados em todo o mundo. Eles são especialistas e aventureiros que auxiliam os Octonautas em suas novas missões terrestres. Pawny e Helga são os únicos octo-agentes até agora que fizeram sua estreia em Above & Beyond; todos os outros estrearam na série original. Todos os Octonautas e Octo-Agentes são capazes de soar o Octo-Alerta por meio de novos equipamentos chamados Octo-Watches (exceto Barnacles, que ainda tem sua Octo-Compass, e Victor Vegimal).
| Nome              | Ranking                          | Espécie              | Elenco de Voz                            | Descrição |
| ----------------- | -------------------------------- | -------------------- | ---------------------------------------- | --- |
| Pawny             | Hidrólogo                        | Macaco               | Antonio Aakeel                           | Pawny é um macaco-macaco que se junta aos Octonautas como um Octo-agente no primeiro episódio de Above and Beyond. Ele é um hidrólogo que estuda como a água afeta todos os tipos de seres. Ele é corajoso e ousado, e também impulsivo, semelhante a Kwazii. Ele começa com o pé errado com Kwazii, no entanto, porque Kwazii é quem o pega tentando roubar suprimentos da equipe para ajudar os animais que sofrem com a seca. |
| Calico Jack       | Criptozoologista e Pirata        | Gato                 | Rob Rackstraw                            | Avô de Kwazii. Ele viaja com Pete, seu papagaio companheiro. |
| Ranger Marsh      | Guarda florestal                 | Coelho               | Desconhecido                             | Pai de Perita que ama explorar pântanos. Ele reside em Florida Everglades. |
| Pérola            | Bióloga marinha                  | Lontra-marinha       | Kate Harbour                             | A irmã mais velha de Shellington. Ela tem um filho chamado Periwinkle. |
| Ryla              | Mergulho em cavernas             | Vombate              | Helen Walsh                              | Um velho amigo de Dashi que é especialista em mergulho em cavernas. |
| Tracker           | Operador de rádio                | Urso polar           | Paul Painting                            | Antigo protegido de Capitão Polar. Ele é o operador de rádio do Posto de Emergência Polar Scout no Ártico. |
| Professor Natquik | Glaciologista e explorador polar | Raposa-do-ártico     | William Wanderpuye                       | Antigo mentor de Capitão Polar, especialista em pesquisa de campo. |
| Min               | Cartógrafo                       | Panda-vermelho       | Chipo Chung                              | Um velho amigo do Professor Sabedor que mora no rio Yangtze e é especialista em cartografia |
| Koshi             | Octo-agente Junior               | Dachshund (Cachorra) | Desconhecida                             | A irmã mais nova de Dashi, que se interessa por mistérios |
| Pingo             | Octo-Agente Junior               | Pinguim              | Teresa Gallagher (UK) Jaimie Kelton (US) | O irmão mais novo de Peso, que pensa rápido. |
| Helga             | Botânico                         | Iguana               | Elena Saurel                             | Helga é uma iguana que estreou na terceira temporada. Originalmente vivendo na Floresta Amazônica, ela passou a maior parte do tempo cuidando de plantas locais e conversando com elas até que encontrou Shellington e os Vegimals em uma corrida de mel. Mais tarde, ela se juntou a ele para comparecer à festa de aniversário surpresa do Capitão Polar e depois se juntou como uma Octo-Agente.                              |
| Bud               | Aspirante a Engenheiro           | Castor               | Alan Marriott                            | Filho de uma família de castores que ensinou a Perita tudo o que ela sabia como engenheira durante sua juventude. Mais tarde, ele se juntou como protegido de Perita e passou muito tempo viajando pelo mundo para estudar engenharia na natureza. |

Outras criaturas que foram introduzidas na série original também fazem aparições em Above & Beyond. Entre elas estão The Invasive Species (com exceção da píton birmanesa), Spiny Sue, o bagre, e Ronnie, Donnie e Lonnie, os lagartos monitores, de The Great Swamp Search, que aparecem em The Monitor Lizards, e Phil, o bebê flamingo em The Nine Banded Armadillo. Além disso, Paolo the Hoatzin, um personagem do especial da 2ª temporada, The Rainforest Rescue, retorna no episódio da 3ª temporada, The Flooded Forest.
A mãe de Phil, Flo, também aparece no mesmo episódio que Phil, porém fora da tela.

## Veículos
Estes são os novos veículos que aparecem em Above & Beyond, além dos veículos da série original. Esses novos veículos são especializados em missões terrestres e, portanto, são chamados de "Terra-GUPs" (abreviados como "TG"). Todos os veículos são equipados com um Octo-Alert.
| Veículo  | Propósito | Semelhança                    | Primeira Aparição                                                          |
| -------- | --- | ----------------------------- | -------------------------------------------------------------------------- |
| Octoraio | A nave aerotransportada e base remota dos Octonauts. Pode ir para a água e pode transportar outros GUPs. | Arraia                        | "The Octonauts and the Skeleton Coast Adventure" (Temporafa 1, episódio 1) |
| TG-1     | Um pequeno veículo polivalente com pernas expansíveis, um chifre semelhante ao de um besouro rinoceronte, pés "super-agarradores" e asas.                                                                                                   | Besouro                       | "The Octonauts and the Hot Spring Snake" (Temporada 1, episódio 4)         |
| TG-2     | Um veículo forte que se move rolando como uma bola. Sua boca tem uma broca, e ele pode usar suas patas dianteiras como pás. | Pangolim-gigante              | "The Octonauts and the Rocky Mountain Rockslide" (Temporada 1, episódio 7) |
| TG-3     | Uma escavadeira de esteira e um guindaste móvel. Um cinto de segurança pode ser acoplado | Gorgulho de pescoço-de-girafa | "The Octonauts and the Pink Glacier" (Temporada 2, episódio 2)             |
| TG-4     | Um grande veículo utilitário que pode ir na água. É rápido, leve e silencioso. | Tartaruga-marinha             | "The Octonauts and the Lonely Frog" (Temporada 2, episódio 4)              |
| TG-5     | Um veículo utilitário de esteira longa que consiste em cinco cockpits conectados uns aos outros. Cada cockpit pode comportar uma pessoa, exceto o quinto. Ele tem esteiras poderosas que permitem que ele suba, assim como garras de pinça. | Centopéia                     | "The Octonauts and the Rainforest Rescue" (Temporada 2, episódio 9)        |

## Episódios

### Resumo da série
| Temporada | Temporada | Segmentos | Episódios | Episódios | Originalmente lançado |                       |
| --------- | --------- | --------- | --------- | --------- | --------------------- | --------------------- |
|           | 1         | 25        | 13        | 13        | 7 de setembro de 2021 | 7 de setembro de 2021 |
|           | 2         | 25        | 13        | 13        | 2 de maio de 2022     | 2 de maio de 2022     |

### Temporada 1 (2021)
| Episódio (série) | Episódio (temp.) | Título                                                                                                 | Lançamento original   |
| --- | ---------------- | --- | --------------------- |
| 1 | 1                | "Os Octonautas e a Aventura da Costa dos Esqueletos"                                                   | 7 de setembro de 2021 |
| Depois de encalhar na Costa dos Esqueletos após uma tempestade, a equipe encontra Pawny, um macaco que trabalha como hidrólogo, e logo se veem trabalhando para ajudar uma manada de elefantes a encontrar água. Nota: Este é o único episódio de Above & Beyond a usar a sequência Octo-Alert da série original. Uma nova sequência seria usada a partir do próximo episódio em diante. |                  | |                       |
| 2 | 2                | "Os Octonautas e a Terra do Fogo e do Gelo" "Os Octonautas e a Invasão dos Besouros"                   | 7 de setembro de 2021 |
| Durante uma erupção vulcânica na Islândia, um vulcão começa a derreter o gelo da geleira que está sobre ele, ameaçando inundar um vale abaixo e matar dois rebanhos de renas, a menos que Dashi, Pepe e Pawny consigam evacuá-los. Kwazii parte para ajudar Calico Jack a levar um grupo de besouros bombardeiros para uma nova ilha, mas eles precisam primeiro encontrar o batedor do grupo, e ele está se mostrando difícil de capturar. Nota: Esses episódios são os primeiros da série a usar a sequência Octo-Alert redesenhada, que se tornaria uma presença permanente pelo resto da série.                                             |                  | |                       |
| 3 | 3                | "Os Octonautas e as Tempestades de Vento Selvagens" "Os Octonautas e a Salamandra Siberiana"           | 7 de setembro de 2021 |
| Após uma entrega para transportar suprimentos para o Professor Natquik na Antártida, Dashi deve voar para uma ilha tropical com Pepe e Perita a tiracolo para ajudar Kwazii e Pete a resgatar Calico Jack de uma pilha de árvores. No entanto, Dashi tem que voar através de uma forte tempestade de vento primeiro. Paani perde seu bastão de amostragem de solo enquanto fazia pesquisas na Sibéria com o Professor Sabedor. Quando Dashi e Pepe chegam, o grupo descobre uma Salamandra Siberiana congelada no gelo, e depois que ela acorda, todos os presentes estão em perigo, com depósitos subterrâneos de metano começando a explodir. |                  | |                       |
| 4 | 4                | "Os Octonautas e a Serpente das Fontes Termais" "Os Octonautas e o Peixe-filhote do Buraco do Diabo"   | 7 de setembro de 2021 |
| Pawny resgata uma cobra de Bailey de um fluxo de lama nas montanhas do Himalaia e pede reforços, que chegam na forma de Dashi, Perita e Victor Vegimal no novo Terra-Gup 1. O grupo agora tem que encontrar uma nova fonte termal para a cobra chamar de lar. Depois que o deserto de Nevada é atingido por um terremoto do Alasca, Pérola pede reforços para ajudar a limpar pedras de um pedaço de algas em Devil's Hole para que os filhotes possam acessar sua comida. Pepe, Dashi e Shellington chegam para ajudar, mas a gravidade da situação aumenta muito rapidamente.                                                                 |                  | |                       |
| 5 | 5                | "Os Octonautas e o Mistério do Outback Australiano" "Os Octonautas e o Resgate da Antártida"           | 7 de setembro de 2021 |
| Perto do fim de suas férias na Austrália, Dashi e Koshi recebem um alerta meteorológico e começam a evacuar a área local antes que uma enchente repentina aconteça. Mas depois de ajudar 2 cangurus e um dragão barbudo , a dupla tem que encontrar um caranguejo do deserto grávido. Dashi e Pawny partem para a Antártida para ajudar o Professor Natquik a investigar a possibilidade de água corrente na Antártida. No entanto, quando um skua perdido entra em cena, Pawny e a ave marinha perdida têm que contar com Natquik e Dashi para um resgate.                                                                                     |                  | |                       |
| 6 | 6                | "Os Octonautas e a Caravana da Lagarta" "Os Octonautas e o Pinguim Curioso"                            | 7 de setembro de 2021 |
| Dashi e Min descobrem um grupo de lagartas Quino Checkerspot enquanto mapeiam um vale, mas enquanto os insetos dormem até que mais bananas cresçam, os dois precisam movê-los e mantê-los seguros com a ajuda de Shellington e Victor Vegimal O irmão mais novo de Pepe, Pingo, precisa voltar para casa depois de sua estadia com os Octonautas, mas, ao tentar ajudar Dashi, ele se distrai, o que se torna problemático quando ela e Pawny ficam presas em uma piscina de enxofre fervente no Parque Yellowstone . |                  | |                       |
| 7 | 7                | "Os Octonautas e o Deslizamento de Rochas nas Montanhas Rochosas" "Os Octonautas e o Resgate do Bambu" | 7 de setembro de 2021 |
| Pawny pede reforços quando um deslizamento de pedras começa nas Montanhas Rochosas, que chega na forma de Capitão Polar, Perita e alguns Vegimals no novo Terra-Gup 2. Infelizmente, eles têm que evacuar algumas cabras montesas teimosas que não estão interessadas em ir embora. Capitão Polar, Dashi e os Vegimals partem para ajudar Min a realocar um panda gigante que acabou de devorar um bosque de bambu inteiro na China. Infelizmente, as coisas se complicam quando um segundo aparece na metade do caminho para o bambu. |                  | |                       |
| 8 | 8                | "Os Octonautas e a Aventura do Caçador de Furacões" "Os Octonautas e o Pequeno Gobi"                   | 7 de setembro de 2021 |
| Dashi, Pawny e Perita seguem um furacão em desenvolvimento para rastrear sua direção. Quando eles revelam que a tempestade está indo para os Everglades da Flórida, no entanto, o Octo-Ray é pego pelos ventos fortes, impedindo-os de ajudar o Ranger Marsh. Enquanto os Octonautas estão limpando uma ilha após uma tempestade tropical, os Vegimals tentam ajudar um gobião perdido a retornar ao seu lago natal. Kwazii logo aparece para ajudar, especialmente quando um pássaro faminto vem atrás do gobião. |                  | |                       |
| 9 | 9                | "Os Octonautas e a Toupeira Dourada" "Os Octonautas e o Gigante Weta"                                  | 7 de setembro de 2021 |
| Kwazii se junta a Tracker em um teste de sobrevivência no deserto do Saara. No entanto, uma jovem toupeira dourada e o extravio de suprimentos de Kwazii significam que eles rapidamente encontram problemas quando uma tempestade de areia atinge. Pawny, Shellington e Kwazii procuram na Nova Zelândia por um weta em apuros, mas depois de 3 tentativas frustradas descobrem que o weta ameaçado de extinção é um Weta Gigante do Lago Tasman, que corre o risco de ser comido por ratos famintos. |                  | |                       |
| 10 | 10               | "Os Octonautas e o Dormice Sonâmbulo" "Os Octonautas e o Pato Arlequim"                                | 7 de setembro de 2021 |
| Pawny descobre um ninho de arganazes que acordaram prematuramente da hibernação, mas quando Shellington e Perita chegam para ajudar, todos os três precisam se apressar antes que os arganazes sejam pegos por uma doninha faminta . Ao examinar os resultados da erosão costeira na costa de uma ilha, Kwazii, Tracker e Calico Jack precisam reunir uma mãe pata arlequim com seu ninho rebelde. Infelizmente, um corvo esperto e faminto consegue enganar Calico Jack e roubar um ovo. |                  | |                       |
| 11 | 11               | "Os Octonautas e a Caverna do Rio da Montanha" "Os Octonautas e o Tatu de Nove Faixas"                 | 7 de setembro de 2021 |
| Durante uma expedição de exploração nas cavernas de Hang Son Doong, Kwazii, Shellington e Ryla ficam presos quando uma tempestade inesperada os atinge e ficam presos com um tigre da Indochina. Perita e Dashi partem para ajudar o Ranger Marsh a rastrear um ovo de tartaruga que desapareceu após um incêndio em um pântano, reduzindo o suspeito a um tatu-de-nove-faixas perdido. |                  | |                       |
| 12 | 12               | "Os Octonautas e as Formigas de Fogo" "Os Octonautas e as Raposas Voadoras"                            | 7 de setembro de 2021 |
| Depois que Pawny é levado por uma enchente de rio em uma chuva torrencial na floresta tropical, Dashi e Perita chegam para ver como ele está e descobrem uma colônia de formigas de fogo fazendo isso. Infelizmente, os insetos sobem no Octoraio enquanto uma tempestade maior se aproxima. Pepe e Dashi ficam presos na natureza selvagem australiana depois que o Octoraio superaquece enquanto resfria algumas raposas voadoras. No entanto, eles precisam se apressar para ajudar uma mãe raposa voadora e seu filhote, que está superaquecendo drasticamente a cada minuto.                                                               |                  | |                       |
| 13 | 13               | "Os Octonautas e a Colônia de Papagaios-do-mar" "Os Octonautas e o Monstro Escavador"                  | 7 de setembro de 2021 |
| Pepe e Victor Vegimal estão ajudando a alimentar os novos filhotes de uma colônia enquanto Kwazii tenta afastar uma gaivota até que Barnacles retorna com alguns papagaios-do-mar desaparecidos. Enquanto respondem a Paani após perder contato com ele, Pepe, Perita e Victor Vegimal têm que ficar com ele até que uma tempestade de raios passe para que Dashi possa buscá-los. Infelizmente, Victor fica preso em um deslizamento de terra, mas os outros recebem ajuda na forma de um pangolim gigante vizinho . |                  | |                       |

### Temporada 2 (2022)
| Episódio (série) | Episódio (temp.) | Título                                                                                | Lançamento original |
| --- | ---------------- | ------------------------------------------------------------------------------------- | ------------------- |
| 14 | 1                | "Os Octonautas e o Hotel Snag" "Os Octonautas e o Albatroz Teimoso"                   | 2 de maio de 2022   |
| Enquanto trabalha com os Octonautas para limpar árvores caídas na Tailândia, Min encontra uma árvore de tronco que abriga inúmeras criaturas. Infelizmente, um urso-malaio teimoso a vê como nada além de um coçador de costas, e não querer desistir dela causa muitos problemas quando o tronco precisa ser movido para evitá-lo. Enquanto faz pesquisas no Oceano Pacífico, Pérola descobre que um atol está à beira do afundamento. Infelizmente, o atol é um local de nidificação de albatrozes, e os pássaros resilientes se recusam a se mover até que seja tarde demais. |                  |                                                                                       |                     |
| 15 | 2                | "Os Octonautas e o Texugo-do-mel" "Os Octonautas e a Geleira Rosa"                    | 2 de maio de 2022   |
| Pawny descobre que um texugo-do-mel está monopolizando um bebedouro durante a estação seca na savana africana. Quando eles olham mais a fundo, porém, descobrem que o texugo está ferido, mas é orgulhoso demais para aceitar tratamento. Pérola descobre que um rio no Yukon inundou devido ao derretimento rápido de uma geleira e, enquanto Perita lida com alguns pikas, ela, Kwazii e Dashi decidem voltar ao problema que causou a inundação: algas vermelhas deixando a neve da geleira rosa.                                                                             |                  |                                                                                       |                     |
| 16 | 3                | "Os Octonautas e a Onda de Frio" "Os Octonautas e o Mistério das Enguias Longfin"     | 2 de maio de 2022   |
| O guarda florestal Ranger Marsh acorda e descobre que os Everglades estão no meio de uma onda de frio, e os Octonautas são enviados para verificar se há algum animal que possa estar sendo afetado pelo frio. Koshi conta a ocasião em que ela, Dashi e Shellington descobriram o mistério dos filhotes de enguia-de-barbatana-longa desaparecidos. |                  |                                                                                       |                     |
| 17 | 4                | "Os Octonautas e o Sapo Solitário" "Os Octonautas e o Fantasma da Selva"              | 2 de maio de 2022   |
| Pawny encontra um sapo aquático Sehuencas há muito considerado extinto e pede reforços para procurar mais alguns na Bolívia. Infelizmente, as chances são pequenas com os riscos naturais dados. Enquanto acampavam perto da selva africana, Kwazii e Perita descobrem que seu acampamento foi invadido e seus suprimentos roubados, o que os leva, junto com Tracker, a descobrir alguns ocapis próximos. |                  |                                                                                       |                     |
| 18 | 5                | "Os Octonautas e a Raposa Vermelha" "Os Octonautas e as Preguiças Pigmeias"           | 2 de maio de 2022   |
| O professor Natquik retorna à toca de sua família na Sibéria para uma merecida pausa, mas ele descobre que uma raposa vermelha e seus filhotes se instalaram nela. Agora, eles estão presos juntos quando a neve cai e os enterra. Kwazii, Calico Jack e os Vegimals estão plantando árvores de mangue quando descobrem várias preguiças nadando na costa. No entanto, as coisas ficam arriscadas quando um filhote de preguiça se perde no mar. |                  |                                                                                       |                     |
| 19 | 6                | "Os Octonautas e o Segredo da Neve" "Os Octonautas e os Elefantes Mineradores de Sal" | 2 de maio de 2022   |
| Enquanto estudava no inverno perto dos Grandes Lagos, Pawny encontra um Ruffed Grouse e uma tempestade de gelo o prende com o pássaro sob a neve. Agora, Pepe e Perita precisam salvá-lo usando a zona subniveana antes que lobos famintos alcancem o casal. Ryla convida Dashi para algumas cavernas na África, e ambas descobrem elefantes raspando sal das paredes. No entanto, um encontro com hienas famintas os prende em um deslizamento de pedras, e a equipe deve manter os predadores famintos longe até que o resgate seja concluído.                                 |                  |                                                                                       |                     |
| 20 | 7                | "Os Octonautas e os Gansos-cracas" "Os Octonautas e o Lago Desaparecido"              | 2 de maio de 2022   |
| Enquanto fazia pesquisas nas montanhas, Pawny encontra um ganso que fica pulando de um penhasco alto... um encontro que rapidamente se transforma em uma aventura dramática para os pássaros. Tracker procura um lago na Irlanda para verificar um acampamento e acaba em um buraco com um veado vermelho e um sapo-corredor, exigindo que Ryla os resgate antes que os túneis em que estão presos inundem. |                  |                                                                                       |                     |
| 21 | 8                | "Os Octonautas e os Lagartos Monitores" "Os Octonautas e o Bisão Europeu"             | 2 de maio de 2022   |
| O guarda florestal Marsh relembra a época em que verificava os lagartos monitores do Nilo invasores no Rio Nilo. Perita, Shellington, Pérola e Periwinkle encontram um sábio ferido na Floresta Białowieża, longe de seu rebanho, e tentam ajudá-lo a recuperar sua mobilidade perdida. Infelizmente, um urso pardo próximo tem outras ideias. |                  |                                                                                       |                     |
| 22 | 9                | "Os Octonautas e o Resgate da Floresta Amazônica"                                     | 2 de maio de 2022   |
| Toda a equipe é enviada para a floresta tropical quando a área começa a sofrer uma seca severa, mas o clima seco e os macacos bugios notoriamente territoriais complicam a missão. |                  |                                                                                       |                     |
| 23 | 10               | "Os Octonautas e o Confronto Jacaré-Tubarão" "Os Octonautas e a Busca pelo Chocolate" | 2 de maio de 2022   |
| Kwazii se junta a Pawny em uma expedição de pesquisa no Rio Withlacoochee, mas quando eles encontram um grupo de jacarés teimosos sendo assediados por tubarões em uma floresta fantasma, o Ranger Marsh é obrigado a intervir. Os Vegimals partem para a Floresta Amazônica quando o Octomódulo fica sem chocolate quente. No entanto, as árvores de cacau têm sofrido com o calor, e suas tentativas de dar sombra a elas não são bem-sucedidas. |                  |                                                                                       |                     |
| 24 | 11               | "Os Octonautas e os Camelos Árabes" "Os Octonautas e a Carpa Gigante"                 | 2 de maio de 2021   |
| Ao se abrigar de uma tempestade de areia, Pawny se distrai com uma miragem e acaba perdido no deserto da Arábia. Ele deve seguir um grupo de camelos para sobreviver enquanto os outros Octonautas o procuram. Pérola e Periwinkle encontram uma carpa asiática selvagem e gananciosa em um rio perto dos Grandes Lagos e, apesar de todos os esforços, o grupo tem dificuldade para capturar o peixe gigante e faminto. |                  |                                                                                       |                     |
| 25 | 12               | "Os Octonautas e os Papagaios da Montanha" "Os Octonautas e a Ilha Misteriosa"        | 2 de maio de 2022   |
| Enquanto trabalham com Pawny para montar uma estação meteorológica na Nova Zelândia, os Octonautas entram em conflito com vários Keas, o que se torna problemático quando os pássaros acidentalmente sabotam o Octoraio. Kwazii e Calico Jack ficam presos em uma ilha misteriosa e precisam tentar sobreviver enquanto Pete pede ajuda. |                  |                                                                                       |                     |
| 26 | 13               | "Os Octonautas e as Borboletas Monarcas" "Os Octonautas e o Gato da Areia"            | 2 de maio de 2022   |
| Dashi, Perita e Pepe ajudam uma borboleta monarca solitária a se juntar ao seu enxame, mas um tornado ameaça atrapalhar a migração para o México. Kwazii recebe a tarefa de ajudar Calico Jack a enterrar seu tesouro novamente, mas quando eles vão para o deserto, a dupla descobre que uma nova criatura se esgueirou pelo acampamento e roubou os bens, escondendo o tesouro muito melhor do que eles esperavam. |                  |                                                                                       |                     |

## Lançamento
Octonautas: Missão Planeta estreou em 7 de setembro de 2021 na Netflix. Um trailer foi lançado em 10 de agosto de 2021. Uma segunda temporada estreou em 2 de maio de 2022 na Netflix. O episódio especial desta temporada, "The Rainforest Rescue", se concentra num resgate de um filhote de águia. Uma terceira temporada estreou em 16 de outubro de 2023 no CBeebies e no BBC iPlayer, com uma data de lançamento não especificada na Netflix. Uma nova safra de episódios, se tornando a quarta temporada, estreou em 19 de fevereiro de 2024 no CBeebies e no IPlayer.
De acordo com os produtores da Silvergate Media, estão sendo feitas tentativas para que Missão Planeta estrelasse em canais de televisão públicos. Ao contrário da série original, que foi ao ar no Disney Junior, esta série não foi ao ar naquele momento, devido à Disney não adquirir os direitos da série para ser dublado nos Estados Unidos. Atualmente está sendo exibido no CBeebies como a série original do canal.
A Fisher-Price lançará uma linha de brinquedos da série Above & Beyond para vender junto com os brinquedos da série original existentes.